# Ungern-Sternberg
I Baroni di Ungern-Sternberg sono una famiglia nobile baltico-germanica che vanta parentele con famiglie appartenenti all'aristocrazia finlandese, svedese, tedesca e russa.

## Storia
La casata deriva le proprie origini da Hans Ungern (Ungern nella traduzione dal tedesco significa "Ungherese") il quale nel 1269 diviene vassallo dell'arcivescovo di Riga. Il 29 marzo 1277 apprendiamo che Rudolf von Ungern-Sternberg prese parte alla difesa di Tallinn nelle schiere dell'esercito lituano contro un'invasione russa. In virtù di questo antico valore dimostrato, nel 1653 la famiglia ottenne il titolo baronale dalla regina Cristina di Svezia
Nel 1874 una delle linee della famiglia ha ottenuto il titolo comitale nell'ambito dell'Impero di Russia traslando il proprio cognome in Ungern-Šternbergov. Il motto della casata è Звезда их не знает заката (la loro stella non conosce il tramonto).

### Membri notabili
- Mattias Alexander von Ungern-Sternberg (1689–1763), lantmarskalk al Riksdag degli Stati (1742, 1746)
- Karl Karlovich von Ungern-Sternberg (1730-1899), generale, aiutante di campo dell'imperatore Pietro III di Russia, governatore di San Pietroburgo[1]
- Anna Dorothea von Ungern-Sternberg (1769–1846), moglie del conte Aleksej Grigor'evič Bobrinskij, figlio naturale della zarina Caterina II di Russia[2]
- Roman von Ungern-Sternberg (1886–1921), generale balto-tedesco dell'Armata Bianca in Russia
- Erich von Ungern-Sternberg (1910–1989), architetto finlandese[3]